# 帕里涅勒波兰
帕里涅勒波兰（法語：Parigné-le-Pôlin，法語發音：[paʁiɲe lə polɛ̃]）是法国萨尔特省的一个市镇，属于拉弗莱什区。

## 地理
帕里涅勒波兰（47°51'2"N, 0°6'29"E）面积13.85 平方千米，位于法国卢瓦尔河地区大区萨尔特省，该省份为法国西北部内陆省份，北起顺时针与奥恩省、厄尔-卢瓦省、卢瓦-谢尔省、安德尔-卢瓦尔省、曼恩-卢瓦尔省和马耶讷省接壤，是法国大西部的入口，连接卢瓦尔河谷、布列塔尼和巴黎盆地。
与帕里涅勒波兰接壤的市镇（或旧市镇、城区）包括：盖塞拉尔、伊夫雷勒波兰、萨尔特河畔鲁瓦泽。

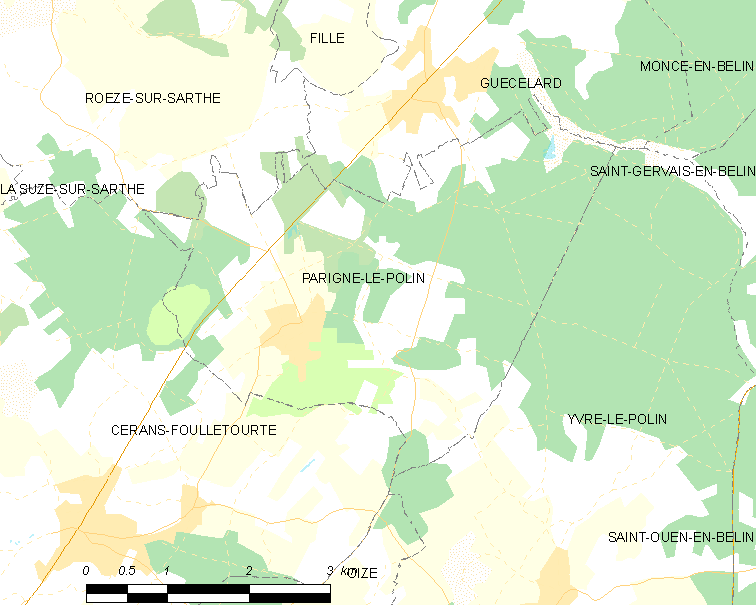
帕里涅勒波兰的OSM定位图

帕里涅勒波兰的时区为UTC+01:00、UTC+02:00（夏令时）。

## 行政
帕里涅勒波兰的邮政编码为72330，INSEE市镇编码为72230。

## 政治
帕里涅勒波兰所属的省级选区为萨尔特河畔拉叙兹县。

## 人口

1962-2008年间帕里涅勒波兰人口变化图示

帕里涅勒波兰于2022年1月1日时的人口数量为1038人。